# Liste d'espèces d'oiseaux décrites entre 2001 et 2005
De nouvelles espèces vivantes sont régulièrement définies chaque année.
L'apparition d'une nouvelle espèce dans la nomenclature peut se faire de trois manières principales :
- découverte dans la nature d'une espèce totalement différente de ce qui est connu jusqu'alors,
- nouvelle interprétation d'une espèce connue qui s'avère en réalité être composée de plusieurs espèces proches mais bien distinctes. Ce mode d'apparition d'espèce est en augmentation depuis qu'il est possible d'analyser très finement le génome par des méthodes d'étude et de comparaison des ADN, ces méthodes aboutissant par ailleurs à des remaniements de la classification par une meilleure compréhension de la parenté des taxons (phylogénie). Pour ce type de création de nouvelles espèces, deux circonstances sont possibles : soit une sous-espèce déjà définie est élevée au statut d'espèce, auquel cas le nom, l'auteur et la date sont conservés, soit il est nécessaire de donner un nouveau nom à une partie de la population de l'ancienne espèce,
- découverte d'une nouvelle espèce par l'étude plus approfondie des spécimens conservés dans les musées et les collections.

Ces trois circonstances ont en commun d'être soumises au problème du nombre de spécialistes mondiaux compétents capables de reconnaître le caractère nouveau d'un spécimen. C'est une des raisons pour lesquelles le nombre d'espèces nouvelles chaque année, dans une catégorie taxinomique donnée, est à peu près constant. 
Pour bien préciser le nom complet d'une espèce, le (ou les) auteur(s) de la description doivent être indiqués à la suite du nom scientifique, ainsi que l'année de parution dans la publication scientifique. Le nom donné dans la description initiale d'une espèce est appelé le basionyme. Ce nom peut être amené à changer par la suite pour différentes raisons.
Dans la mesure du possible, ce sont les noms actuellement valides qui sont indiqués, ainsi que les découvreurs, les pays d'origine et les publications dans lesquelles les descriptions ont été faites.

## 2001

### Espèces décrites en 2001
- Bergeronnette du Mékong (Motacilla samveasnae Duckworth, Alstrom, Davidson, Evans, Poole, Setha et Timmins, 2001)

Passéridé découvert dans le bassin du Mékong (►Wikispecies)
- Todirostre de Lulu (Poecilotriccus luluae Johnson et Jones, 2001)

Tyrannidé découvert dans las Andes péruviennes.
- Tyranneau des Isler (Suiriri islerorum Zimmer, Whittaker et Oren, 2001)

Tyrannidé découvert au Brésil et en Colombie.
- Anapi du varillal (Percnostola arenarum Isler (M. L.), Alvarez, Isler (P. R.) et Whitney, 2001)

Thamnophilidé découvert au Pérou.
- Garrulax konkakinhensis Eames (J. C.) et Eames (C.), 2001

Découvert au Vietnam.
- Quiscale de Bolivie (Agelaioides oreopsar Lowther, 2001)

Ictériné .
- Bécasse de Bukidnon (Scolopax bukidnonensis Kennedy, Fisher, Harrap, Diesmos & Manamtam, 2001)

Cette nouvelle espèce de bécasse (Scolopacidés) a été découverte aux Philippines lors d'une visite ornithologique organisée dans l'île de Mindanao en 1993.
- Piauhau de Weber (Lipaugus weberi Cuervo, Salaman, Donegan et Ochoa, 2001)

Cotingidé découvert en Colombie.
- Tyranneau de Villarejo (Zimmerius villarejoi Alonso (José Alvarez) & Whitney (Bret M.), 2001)

Tyrannidé découvert dans le nord-est de l'Amazonie péruvienne.
- Pétrel du Vanuatu (Pterodroma occulta Imber et Tennyson, 2001)

Procellariidé découvert aux Fidji.
- Ninox rudolfi

Strigidé

### Accession au statut d'espèce (2001)
- Gobe-mouche noir de l'Atlas (Ficedula speculigera Bonaparte, 1850)

Sous-espèce de Ficedula hypoleuca élevée au rang d'espèce
Source : Saetre, Borge et Moum, 2001 (Ibis 143 : 494-497)
- Scytalopus latrans Hellmayr, 1924

Sous-espèce de Scytalopus unicolor élevée au rang d'espèce sur des critères d'analyse vocale.
- Pigeon des Chatham (Hemiphaga chathamensis (Rothschild, 1891))

Sous-espèce d'Hemiphaga novaeseelandiae élevée au rang d'espèce. Endémique des îles Chatham, en Nouvelle-Zélande, parea en moriori.
- Perruche de Nouvelle-Calédonie (Cyanoramphus saissetti Verreaux et Des Murs, 1860)

Antérieurement sous-espèce de Cyanoramphus novaezelandiae, élevée au rang d'espèce. Endémique de Nouvelle-Calédonie (►Wikispecies).
Source : Emu, 101 : 1-9.
- Perruche de Norfolk (Cyanoramphus cookii (Gray, 1859)).

Antérieurement sous-espèce de Cyanoramphus novaezelandiae, élevée au rang d'espèce. Endémique de l'île Norfolk (►Wikispecies).
Source : Emu, 101 : 1-9.
- Fauvette des Baléares (Sylvia balearica von Jordans, 1913).

Antérieurement sous-espèce de Sylvia sarda, élevée au rang d'espèce. Endémique des Baléares (sauf Minorque) (►Wikispecies).
Source : Shirihai, Gargallo et Helbig, Princeton University Press (2001).
- Sylvia margelanica Stolzmann, 1898.

Antérieurement sous-espèce de Sylvia minula, élevée au rang d'espèce (►Wikispecies).
Source : Shirihai, Gargallo et Helbig, Princeton University Press (2001).
- Gyps tenuirostris Gray, 1844

Antérieurement sous-espèce de Gyps indicus, élevée au rang d'espèce (2001).
Source : Rasmussen et Parry.

### Nouvelles sous-espèces (2001)
- Calidris canutus piersmai Tonkovich, 2001

Scolopacidé découvert dans l'archipel de Nouvelle-Sibérie.
Source : Bull. B. O. C., 121 (4) : 257-263.
- Athene cunicularia guantanamensis Garrido, 2001

Strigidé.

### Espèces fossiles et subfossiles (2001)
- Phoebastria rexsularum Olson & Rasmussen, 2001

Diomédéidé.
- Rallus recessus Olson et Wingate, 2001

Rallidé découvert aux Bermudes.
Source : Proceedings of the Biological Society of Washington, 114 (2) : 511.
- Ducula lakeba Worthy, 2001

Colombidé découvert dans le Quaternaire de l'île Viti Levu aux Fidji.
Source : Journal of the Royal Society of New Zealand, 31 (4) : 763-794 (décembre 2001)
- Natunaornis gigoura Worthy, 2001

Colombidé géant découvert dans le Quaternaire de l'île Viti Levu aux Fidji.
Source : Journal of the Royal Society of New Zealand, 31 (4) : 763-794 (décembre 2001)
- Gavia fortis Olson et Rasmussen, 2001

Gaviidé.
- Calonectris krantzi Olson et Rasmussen, 2001

Procellariidé.
- Pterodromoides minoricensis Seguí, 2001
- Sapeornis chaoyangensis Zhou et Zhang, 2001

Découvert en Chine
- Yixianornis grabaui Zhou et Zhang, 2001

Découvert en Chine
- Limenavis patagonica Clarke et Chiappe, 2001

Découvert en Argentine
- Yanornis martini Zhou et Zhang, 2001

Découvert en Chine
- Potamornis skutchi Elazanowski, Paul et Stidham, 2001

Découvert dans le Wyoming (États-Unis).
- Pica mourerae Seguí, 2001

## 2002

### Espèces décrites en 2002
- Pipit de Kimberley (Anthus pseudosimilis Liversidge et Voelker, 2002)

Passéridé .
- Gypopsitta aurantiocephala (Renato Gaban-Lima, Marcos A. Raposo, and Elizabeth Höflinga, 2002)

Psittacidé découvert au Brésil. Décrit initialement sous le nom de Pionopsitta aurantiocephala .
- Ninox sumbaensis Jerry Olsen, Michael Wink, Hedi Sauer-Gürth et Susan Trost, 2002[14].

Strigidé découvert à Sumba (Indonésie)
- Micrastur mintoni Whittaker, 2002

Falconidé découvert en Amazonie brésilienne
- Glaucidium mooreorum Silva, Coelho et Gonzaga, 2002

Strigidé découvert au Brésil en 2002
- Pyrrhura snethlageae Joseph et Bates, 2002

Psittacidé découvert en Bolivie et au Brésil
- Pyrrhura peruviana Hocking, Blake etJoseph, 2002

Psittacidé découvert en Amazonie péruvienne
- Xiphocolaptes carajaensis Da Silva, Novaes et Oren, 2002

Furnariidé (anciennement Dendrocolaptidé) découvert au Brésil

### Accession au statut d'espèce (2002)
- Grimpereau du Sichuan (Certhia tianquanensis Li, 1995)

Grimpereau décrit en 1995 comme sous-espèce de Certhia familiaris, puis considéré comme espèce (Martens, Eck et Sun, Journal Ornithology 143 : 440-456)
- Corneille mantelée (Corvus cornix)

Antérieurement sous-espèce de Corvus corone, élevée au statut d'espèce (►Wikispecies).
Source : Knox et al., 2002

### Nouvelles sous-espèces vivantes (2002)
- Vautour percnoptère des Canaries (Neophron percnopterus majorensis Donázar, Negro, Palacios, Gangoso Godoy, Caballos, Hiraldo et Capote, 2002)

La population canarienne du vautour est désormais considérée comme formant une sous-espèce particulière (nom vernaculaire en espagnol des Canaries : guirre) (►Wikispecies).
Source : Raptor Research 36 : 17-23.
- Myrmeciza castanea centunculorum Isler (M.L.), Alvarez, Isler (P.R.), Valqui, Begazo & Whitney, 2002

Thamnophilidé .
- Zoothera erythronota kabaena Robinson-Dean, Willmott, Catterall, Kelly, Whittington, Phalan, Marples et Boaedi, 2002

Turdidé découvert dans l'île Kabaena en Indonésie (►Wikispecies).
Source : Forktail, 18 : 1-10

### Espèces fossiles et subfossiles (2002)
- Emuarius guljaruba Boles, 2002

Casuariidé découvert en Australie.
- Teviornis gobiensis Kurochkin, Dyke et Karhu, 2002

Presbyornithidé découvert dans le Crétacé de Mongolie.
- Camusia quintanai Seguí, 2001

Gruidé découvert dans le Pliocène des Baléares.
- Larus utunui Steadman, 2002

Laridé découvert dans l'île d'Huahine en Polynésie française.
- Cimolopteryx petra Hope, 2002

Cimoloptérygidé.
- Masillastega rectirostris Mayr, 2002

Sulidé découvert en Europe.
- Aerodramus manuoi (Steadman, 2002)

Apodidé découvert dans l'Holocène de l'île de Mangaia (îles Cook). Décrit initialemenr sous le nom de Collocalia manuoi .
- Piksi barbarulna Varricchio, 2002 aujourd'hui considéré comme un ptérosaure[19]

Découvert dans le Montana (États-Unis).
- Eocathayornis walkeri Zhou, 2002
- Halimornis thompsoni Chiappe, Lamb et Ericson, 2002

## 2003

### Espèces décrites en 2003
- Amaurospiza camzalensis

Découvert au Venezuela
- Troglodyte de Munchique (Henicorhina negreti Salaman, Coopman, Donegan, Mulligan, Cortés, Hilty et Ortega, 2003)

Certhiidé découvert en Colombie
Cet oiseau est apparemment la première espèce dont la description initiale officielle a été faite sur une publication électronique.
Ornitologia Colombiana 1 (2003) : 4-21
- Kiwi d'Okarito (Apteryx rowi Tennyson, Palma, Robertson, Worthy et Gill, 2003)

Découvert dans l'île du Sud de la Nouvelle-Zélande .

### Nouvelles sous-espèces vivantes (2003)
- Xenoperdix undzungwensis obscuratus Fjeldsa et Kiure, 2003

Phasianidé découvert dans la forêt de Rubeho, en Tanzanie.
Cette sous-espèce sera considérée en 2005 comme une espèce à part entière (Xenoperdix obscurata).
- Chloropsis cochinchinensis auropectus Wells & al., 2003

Chloropséidés.
- Phylloscopus ibericus biscayensis Salomon, Voisin & Bried, 2003

### Espèces fossiles et subfossiles (2003)
- Milvago carbo Suárez et Olson, 2003

Falconidé découvert dans le Quaternaire de Cuba.
- Spheniscus chilensis Emslie et Correa, 2003

Manchot (Sphéniscidés) découvert dans le Pliocène du Chili.
Source : Proceedings of the Biological Society of Washington, 116 (2) : 308-316.
- Nycticorax olsoni (Ashmole & al., 2003)

Ardéidé découvert à l'île de l'Ascension.
- Ameripodius alexis Mourer-Chauviré, 2003

Quercymegapodiidé découvert dans le Quercy (France) .
- Macranhinga ranzii Alvarenga et Guilherme, 2003

Anhingidé.
- Anhinga minuta Alvarenga et Guilherme, 2003

Anhingidé.
- Palaeogrus mainburgensis Göhlich, 2003

Gruidé.
- Gallicolumba leonpascoi Worthy et Wragg, 2003

Columbidé découvert dans le Peistocène-Holocène de l'île Henderson (îles Pitcairn) .

## 2004

### Espèces vivantes décrites en 2004
- Otus thilohoffmanni Warakagoda et Rasmussen, 2004

Découvert en février 1995 au Sri Lanka et décrit en 2004.
- Râle de Calayan (Gallirallus calayanensis Allen, Oliveros, Espanola, Broad et Gonzalez, 2004)

Rallidé découvert dans l'île de Calayan, dans les îles Babuyan (Philippines) et décrit en 2004. L'oiseau était déjà connu des habitants de l'île avant sa découverte scientifique sous le nom de piding .
- Ninox burhani Indrawan et Somadikarta, 2004.

Strigidé découvert dans les îles Togian au Sulawesi (Indonésie). Vu pour la première fois pendant la nuit de Nöël 1999. L'épithète spécifique honore un habitant de village de Benteng, Burhan.
- Sheppardia aurantiithorax Beresford, Fjeldså et Kiure, 2004

Muscicapidé découvert en Tanzanie
The Auk 121 (2) : 23-24
- Thamnophilus divisorius Whitney, Oren et Brumfield, 2004

Thamnophilidé découvert en 1996 au Brésil et décrit en 2004
- Caprimulgus meesi Sangster et Rozendaal, 2004

Caprimulgidé découvert à Florès et Sumba (Indonésie)

### Sous-espèces vivantes (2004)
- Alectoris magna lanzhouensis Liu & al., 2004

Phasianidé.
- Lophophorus sclateri arunachalensis Kumar & Singh, 2004

Phasianidé.

### Accession au statut d'espèce (2004)
- Branta huntchinsii

Sous-espèce de Branta canadensis élevée au statut d'espèce .
- Sittelle des Bahamas (Sitta insularis Bond, 1931)

Sous-espèce de Sitta pusilla, endémique de l'île de Grand Bahama aux Bahamas, élevée au rang d'espèce. Cette sittelle avait été décrite en 1931 par James Bond, ornithologue ayant inspiré Ian Fleming pour son célèbre personnage.
- Sporophile de la Barbade (Loxigilla barbadensis Cory, 1886)

Endémique de la Barbade, considéré auparavant comme une sous-espèce de Loxigilla noctis (Loxigilla noctis barbadensis) .

### Espèces fossiles (2004)
- Longirostravis hani Hou & al., 2004
- Rhamphastosula ramirezi Stucchi et Urbina, 2004

Sulidé.
- Vegavis iaai Clarke, Tambussi, Noriega, Erickson et Ketcham, 2004

Découvert dans le Maastrichtien de l'île Vega (Antarctique).
- Wingegyps cartellei Alvarenga et Olson, 2004

Vautour cathartidé découvert dans le Pleistocène du Brésil.

## 2005

### Espèces découvertes en 2005
- Nouvelle espèce de méliphagidé du genre Melipotes découverte en Nouvelle-Guinée indonésienne en décembre 2005. Cette espèce sera décrite en 2007 sous le nom de Melipotes carolae.

### Espèces décrites en 2005
- Cacaué (Aratinga pintoi Silveira, Lima et Höfling, 2005)

Psittacidé découvert au Brésil
- Scytalopus rodriguezi Krabbe, Salaman, Cortès, Quevedo, Ortega et Cadena, 2005

Rhinocryptidé découvert en Colombie.
- Mérulaxe du Planalto (Scytalopus pachecoi Maurício, 2005)

Rhinocryptidé découvert au Brésil.
- Polioptila clementsi

Pérou
- Scytalopus stilesi Cuervo, Cadena, Krabbe et Renjifo, 2005

Découvert dans les Andes colombiennes.
- Pomatorhin de Naung Mung (Jabouilleia naungmungensis Rappole, Renner, Shwe et Sweet, 2005)

Découvert le 6 février 2004 au Myanmar.

### Accession au statut d'espèce (2005)
- Xénoperdrix de Rubeho (Xenoperdix obscurata)

Sous-espèce de Xenoperdix udzungwensis élevée au rang d'espèce .
- Cuculus lepidus

Sous-espèce de Cuculus saturatus élevée au statut d'espèce .
- Sitta cinnamoventris (Sittelle de Blyth)

Sous-espèce de Sitta castanea élevée au rang d'espèce .
- Icterus northropi

Sous-espèce d'Icterus dominicensis (endémique d'Andros et Abaco, Bahamas), élevée au statut d'espèce .
- Icterus melanopsis

Sous-espèce d'Icterus dominicensis (Cuba et île des Pins), élevée au statut d'espèce .
- Icterus portoricensis

Sous-espèce portoricaine d'Icterus dominicensis, élevée au statut d'espèce .

### Espèces fossiles et subfossiles (2005)
- Crosvallia unienwillia Tambussi, Reguero, Marenssi et Santillana, 2005

Manchot découvert dans l'Antarctique .
- Lithoptila abdounensis Bourdon, Bouya et Iarochène, 2005

Prophaethontidé découvert dans le Pliocène du Maroc.
- Limnofregata hasegawai Olson et Matsuoka, 2005

Frégatidé.
- Ciconia louisebolsae Boles, 2005

Ciconiidé découvert dans l'Oligocène et le Miocène d'Australie.
- Râle d'Ibiza (Rallus eivissensis McMinn, Palmer et Alcover, 2005)

Rallidé découvert dans le Pleistocène et l'Holocène de l'île d'Ibiza, archipel des Baléares, Espagne.
- Gallirallus vekamatolu Kirchman et Steadman, 2005

Râle inapte au vol découvert dans l'île d'Eua aux Tonga.
- Gallinula disneyi Boles, 2005

Rallidé découvert en Australie (Queensland) .
- Chascacocolius cacicirostris Mayr, 2005

Coliiforme.
- Rhodacanthis forfex James et Olson, 2005

Découvert dans les îles Hawaii.
- Rhodacanthis litotes James et Olson, 2005

Découvert dans les îles Hawaii.
- Vegavis iaai Clarke, Tambussi, Noriega, Erickson & Ketcham, 2005

Ansériforme presbyornithidé découvert dans le Crétacé de l'île Vega (Antarctique).

### Sous-espèces vivantes décrites en 2005
- Xiphorhynchus fuscus pintoi Longmore & Silveira, 2005

Furnariidé.